# Furci Siculo
Furci Siculo est une commune italienne de la province de Messine, dans la région Sicile. Depuis 2010, elle est jumelée à Octeville-sur-Mer,  France.

## Administration
| Période                                  | Période  | Identité                | Étiquette    | Qualité |
| ---------------------------------------- | -------- | ----------------------- | ------------ | ------- |
| 1985                                     | 2003     | Domenico Ventura        |              |         |
| 27 mai 2003                              | En cours | Sebastiano Antonio Foti | Lista civica |         |
| Les données manquantes sont à compléter. |          |                         |              |         |

### Hameaux
Grotte, Calcare, Artale.

### Communes limitrophes
Casalvecchio Siculo, Pagliara, Roccalumera, Santa Lucia del Mela, Santa Teresa di Riva, Savoca.